# Melanophryniscus macrogranulosus
Melanophryniscus macrogranulosus é uma espécie de anfíbio da família Bufonidae. Endêmica do Brasil, onde é encontrada apenas na localidade-tipo no município de Torres, no estado do Rio Grande do Sul.